# Conistra antemarginalis
Conistra antemarginalis är en fjärilsart som beskrevs av Franz Dannehl 1933. Conistra antemarginalis ingår i släktet Conistra och familjen nattflyn. Inga underarter finns listade i Catalogue of Life.